# August Keirkner

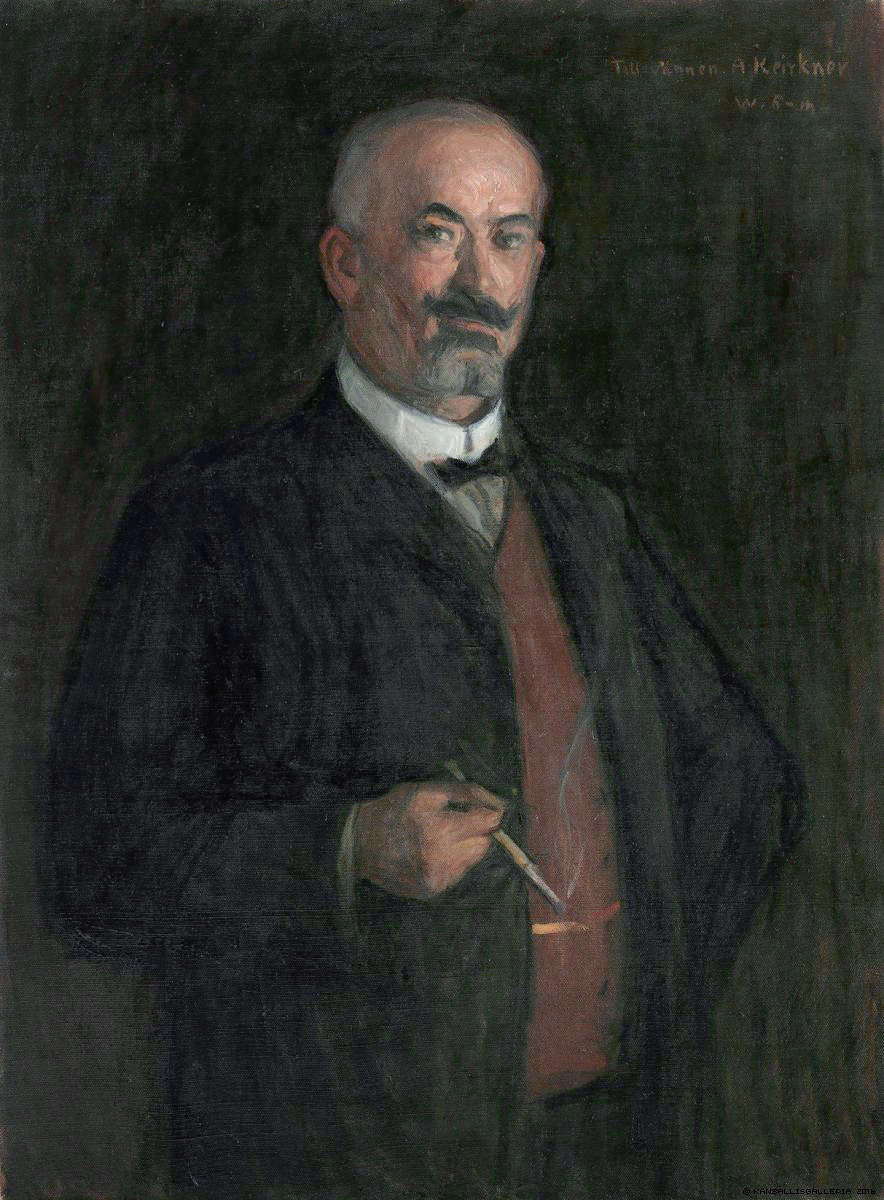
August Keirkner (Wilho Sjöström)

August Nilsson Keirkner, född 24 september 1856 i Sverige, död 22 februari 1918 i Helsingfors, var en brukspatron i Finland. Han var född i Sverige men kom under tiden 1884 – 1917 att äga och utveckla Inha bruk i Etseri. Han hade en stor konstsamling som senare skänktes till staten.

## Biografi
August Keirkner var född i en tjänstemannafamilj i Sverige och utbildade sig till stålingenjör. Som ung reste han  utomlands och arbetade bland annat i Baku. Han flyttade 1881 till Dragsfjärd i Finland och blev den första ingenjören vid Dalsbruks Järnverk. Senare jobbade han också vid  Högfors bruk i Högfors, Finland. År 1884 köpte Keirkner Inha sågverk av släkten Wasastjerna. Sågverket hade betydande ekonomiska problem. Stället låg avlägset, men året innan hade järnvägen via Etseri till Vasa öppnats. Den gav nya förutsättningar för verksamheten.  Bruket växte på kort tid till en storindustri som förädlade järn- och stålprodukter, främst bultar, nitar, muttrar, hästskor, räls och byggnadsstål. I stället för finländsk sjömalm importerades järnmalm från Sverige. Man använde också inhemskt skrot. Kring industrin växte ett helt brukssamhälle upp  Under första världskriget fick Keirkner flera betydande beställningar från den ryska armén.
Keirkner lyckades skapa en stor förmögenhet och kunde bygga upp en stor konstsamling. Samlingen innehåller betydande verk av konstnärer från den finländska konstens guldålder. År 1899 byggde han en stor herrgård vid Hankavesis strand. Den kallades Pytingen och var en av de ståtligaste på sin tid. Keirkner fyllde herrgården med utsökta dekorationer och konstverk. Efter en lång tids sjukdom bestämde sig Keirkner  för att lämna den industriella karriären och dra sig tillbaka till Helsingfors. Han sålde Kolho bruk i Keuru år 1916 och följande år i februari bruket i Inha till Fiskars direktör Albert von Julin. Försäljningen gav 4,5 miljoner mark som han använde för att inleda bygget av den lyxiga Villa Keirkner i Brunnsparken.  Dit flyttades även den privata konstsamlingen. Arkitekt Eliel Saarinen ritade byggnaden som idag är känd som Marmorpalatset. Keirkner avled 1918 ett halvt år innan villan stod klar. Han hade redan år 1907 också köpt det så kallade Tallbergska huset på Skatudden vid Lotsgatan i Helsingfors.
Augusti Keirkner begravdes efter sin död först vid Marmorpalatset. Gunnar Finne planerade ett minnesmärke utformat närmast som en sarkofag. När Keirkners änka, Linda Keirkner (1861 - 1945), född Bremer, sålde villan 1937 flyttades monumentet till Sandudds begravningsplats. Hon testamenterade också 128 av konstverken till Ateneum.
Heikki Savola har gjort ett musikal om brukspatronen på Inha. 